# Argelès-sur-Mer
Argelès-sur-Mer (Catalaans: Argelers de la Marenda) is een gemeente in het Franse departement Pyrénées-Orientales (regio Occitanie). Argelès-sur-Mer telde op 1 januari 2022 10.779 inwoners. De plaats maakt deel uit van het arrondissement Céret. De plaats ligt ongeveer 10 kilometer ten noorden van de grens met de Spaanse regio Catalonië.
De gemeente telt twee kernen die met elkaar vergroeid zijn: de oude, middeleeuwse stad in het binnenland en de kern Argelès-Plage, een populaire badplaats aan de zogenaamde Côte Radieuse.
In de gemeente ligt het spoorwegstation Argelès-sur-Mer. 

## Bezienswaardigheden
- Parochiekerk Notre-Dame-del-Prat, een eenbeukige kerk uit de 14e eeuw met een apsis en tien zijkapellen
- Ermitage Notre-Dame-de-Vie, 17e eeuw
- Tour de la Massane, een wachttoren uit de 13e eeuw
- Château de Valmy, 19e eeuw
- Twee dolmens, van Collet de Cotlioure en van Cova del Alarb

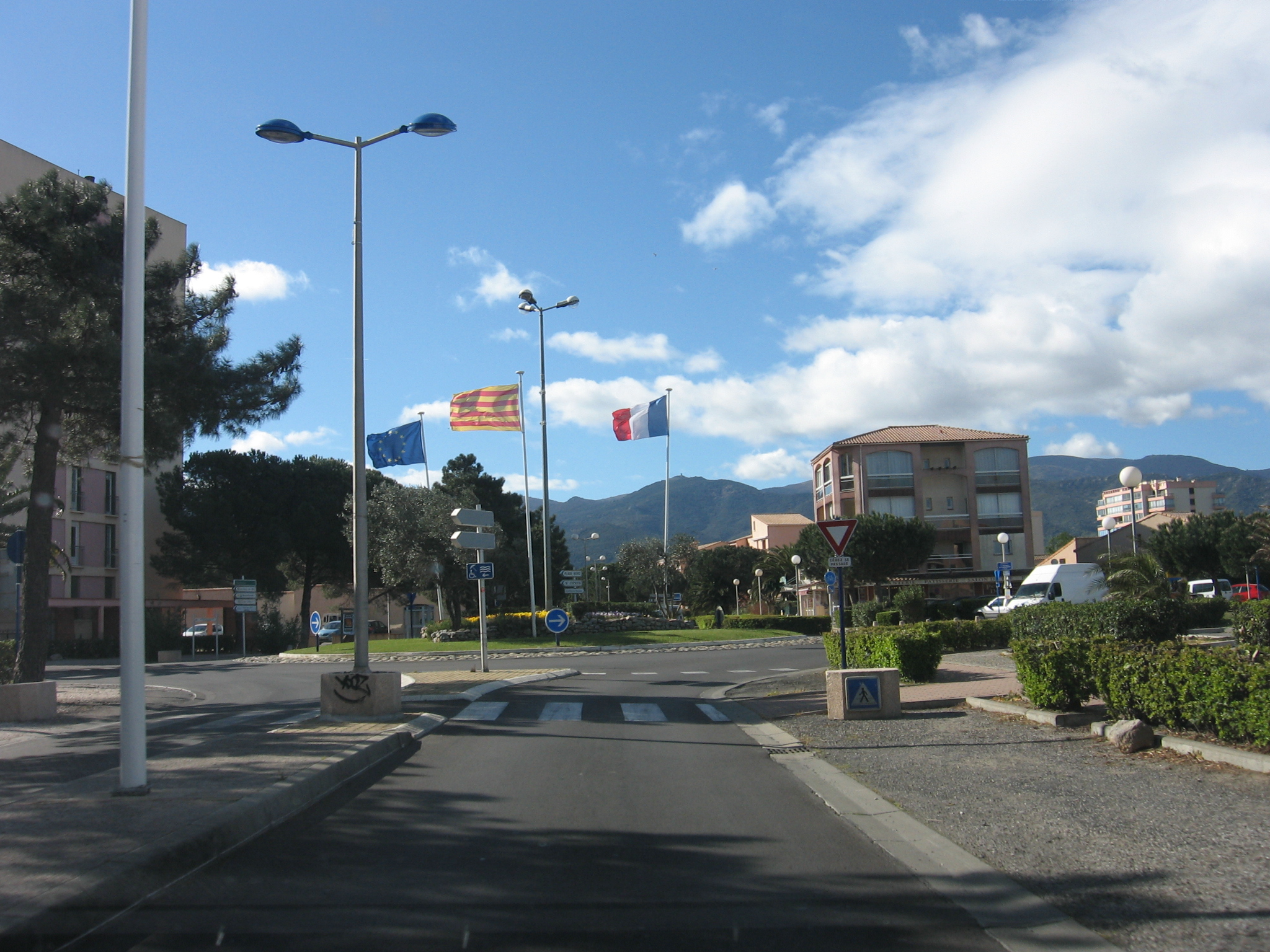
Entree kustplaats Argelès-Plage

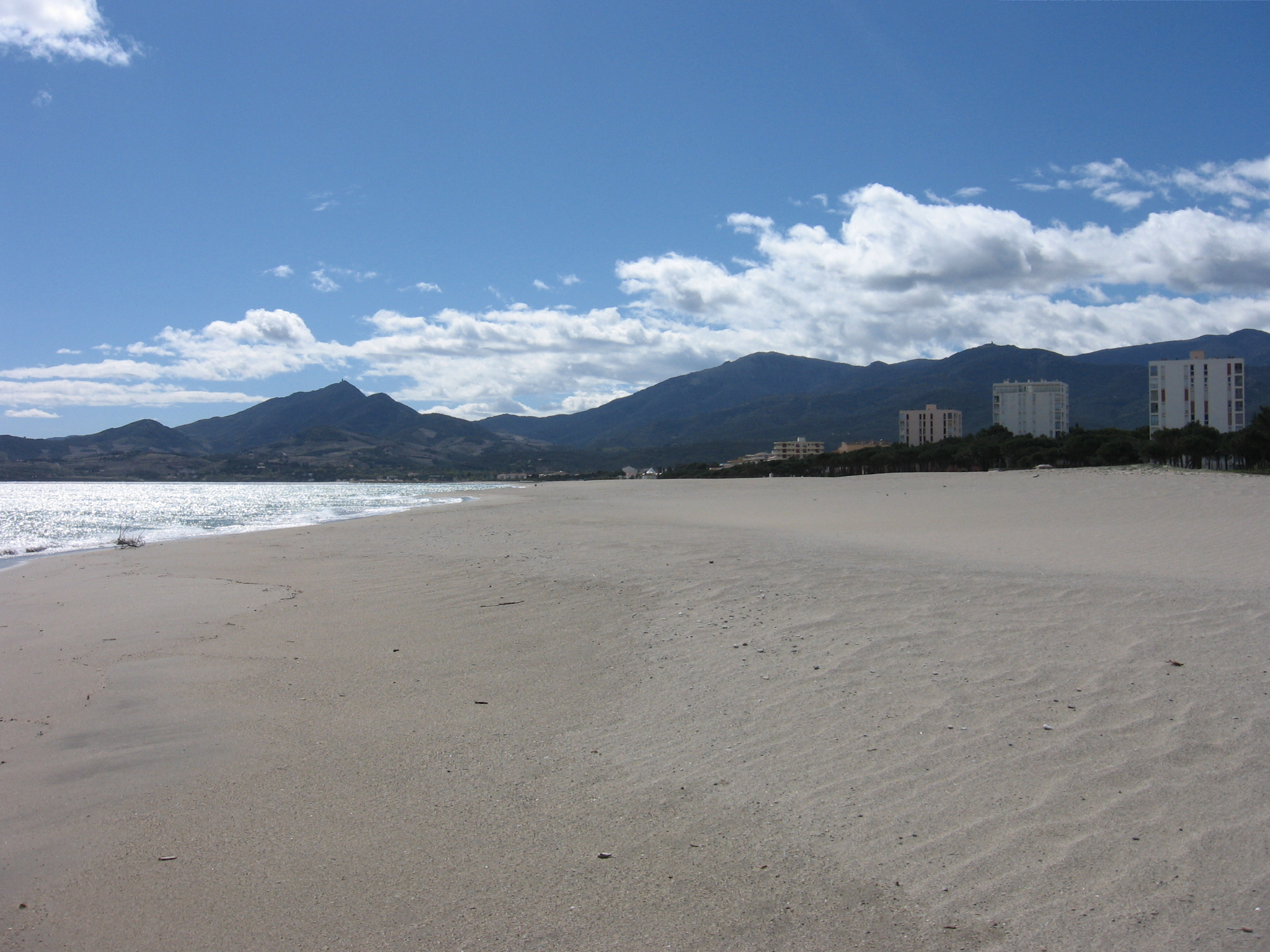
Kust Argelès-Plage

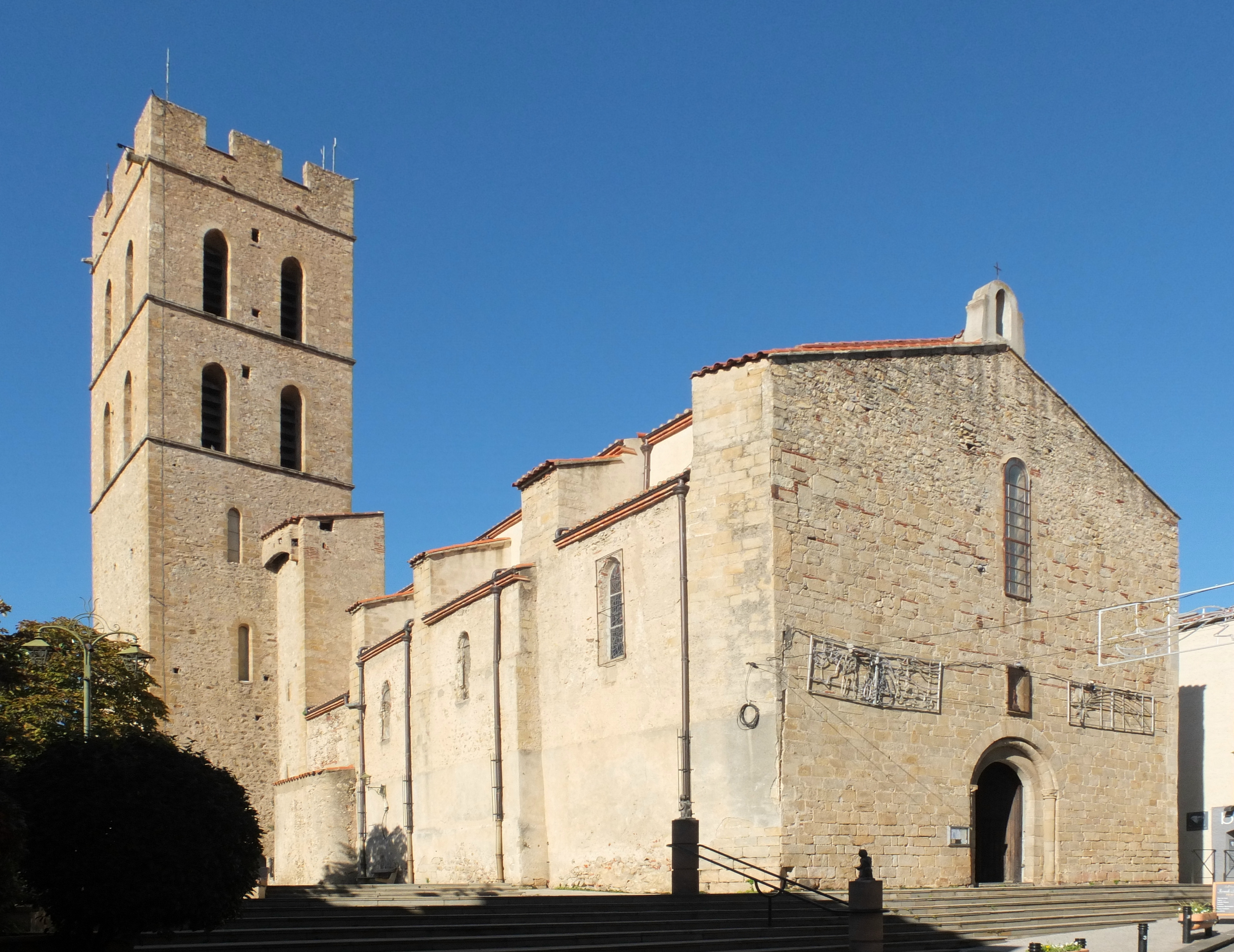
Notre-Dame del Prat

## Geografie
De oppervlakte van Argelès-sur-Mer bedroeg op 1 januari 2022 58,67 vierkante kilometer; de bevolkingsdichtheid was toen 183,7 inwoners per km².
De onderstaande kaart toont de ligging van Argelès-sur-Mer met de belangrijkste infrastructuur en aangrenzende gemeenten.

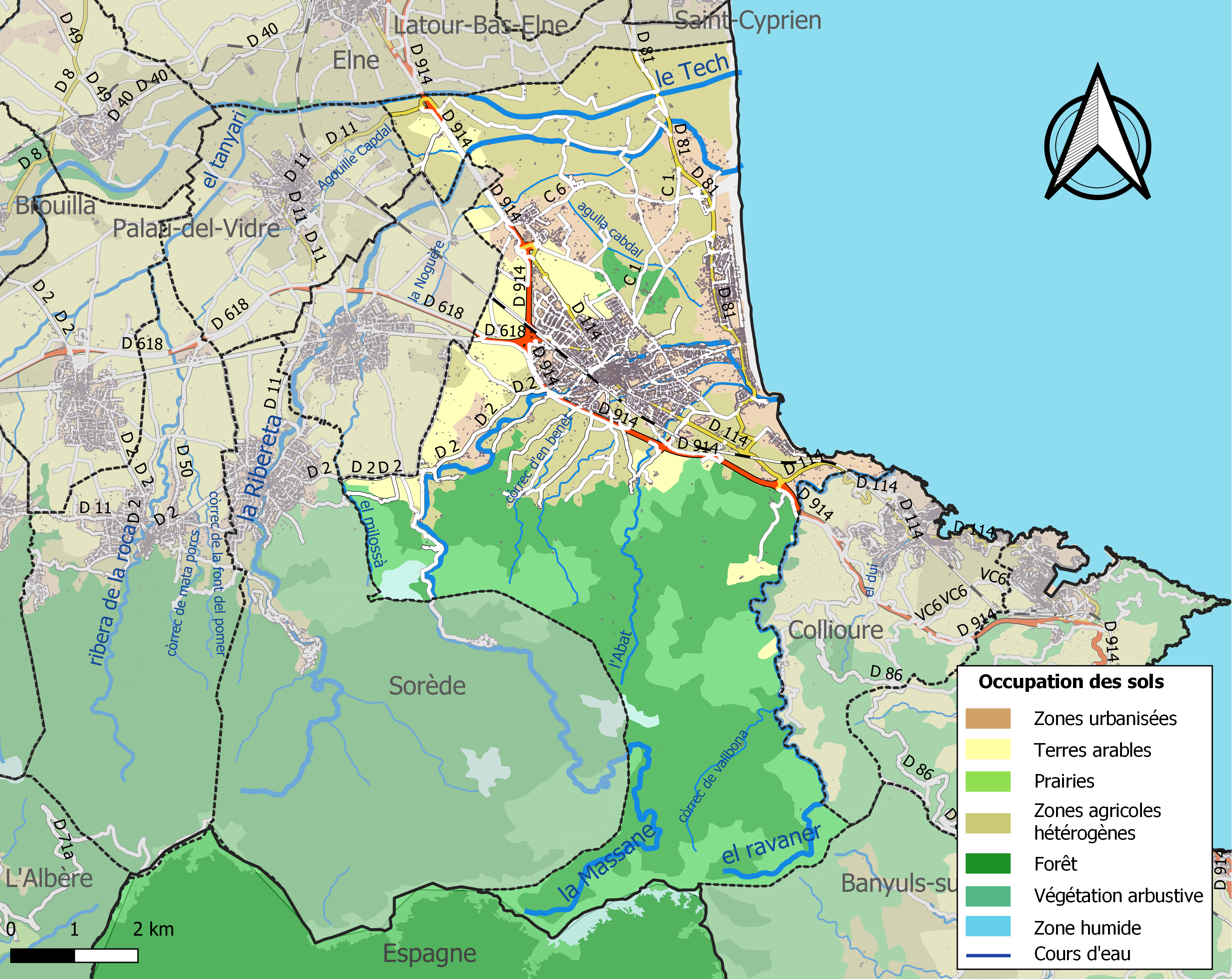

## Demografie
Onderstaande figuur toont het verloop van het inwonertal (bron: INSEE-tellingen).

## Politiek
Op 4 juni 2022 hield de Catalaanse politieke partij Junts per Catalunya te Argèles-sur-Mer een congres. Dit kon niet in Spanje plaatsvinden omdat daar tegen partijvoorzitter Carles Puigdemont een arrestatiebevel liep.

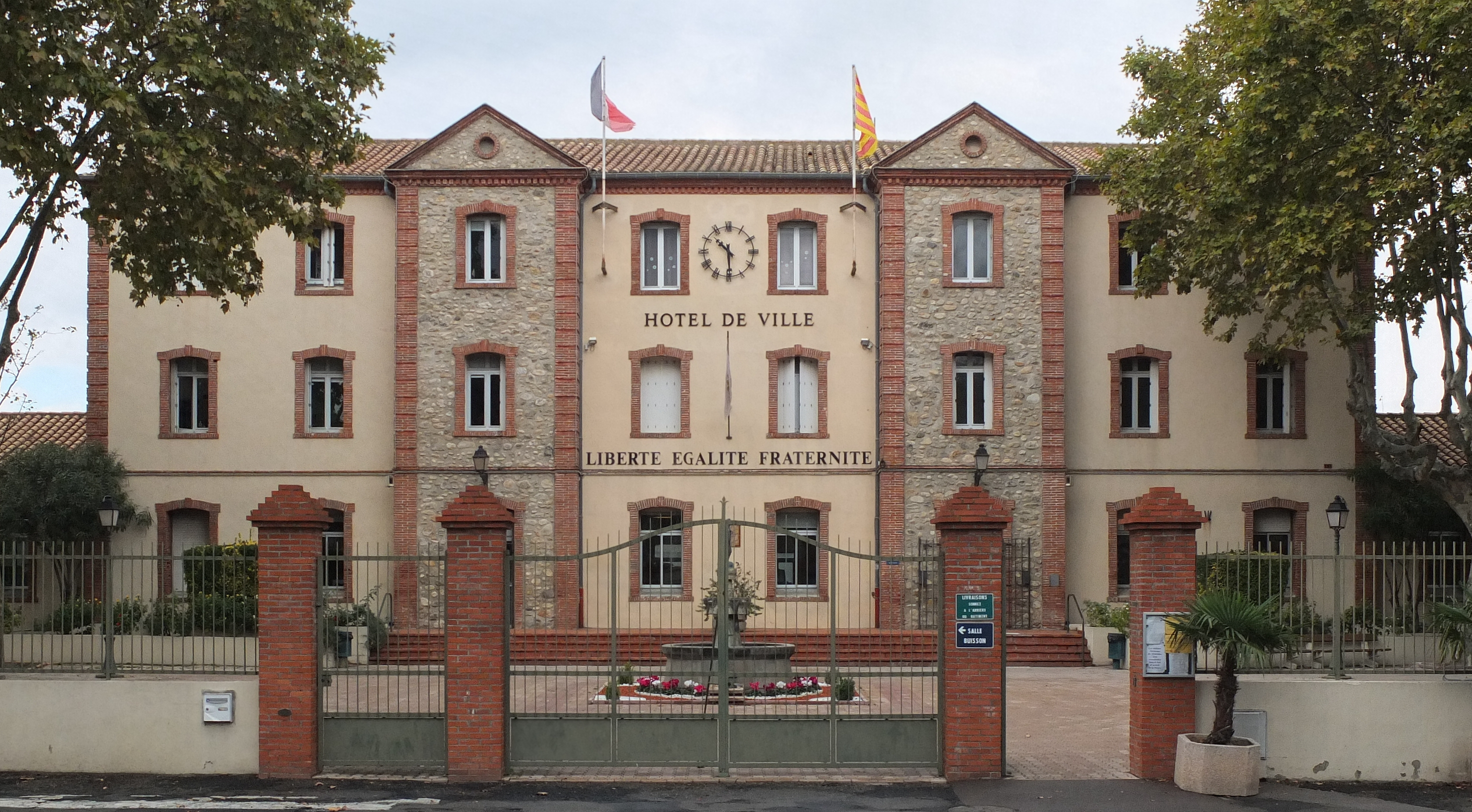
Gemeentehuis

### Lijst van burgemeesters
| Naam burgemeester       | Ambtsperiode |
| ----------------------- | ------------ |
| Assiscle Bech           | 1790-1791    |
| Jean Grando             | 1791-1793    |
| Joseph Arman            | 1793-1794    |
| Jean Matignon           | 1794-1794    |
| Damien Padallé          | 1794-1796    |
| Bonaventure Verges      | 1796-1796    |
| François-Xavier Boluix  | 1796-1798    |
| Joseph Arman            | 1798-1799    |
| François-Xavier Boluix  | 1799-1800    |
| Marc Surjus             | 1800-1813    |
| Côme Ferran             | 1813-1815    |
| Paul Pujas              | 1815-1815    |
| Jean Azema              | 1815-1816    |
| Isidore Ferrer          | 1816-1821    |
| Bonaventure Verges      | 1821-1821    |
| Pierre Padallé          | 1821-1827    |
| Bonaventure Julia       | 1827-1829    |
| Joseph Arman            | 1829-1830    |
| Pierre Padallé          | 1830-1831    |
| Joseph Arman            | 1831-1837    |
| Jean Germain Pujol      | 1837-1840    |
| Alphonse Sebe           | 1840-1848    |
| François Sine           | 1848-1848    |
| Assiscle Padallé Bocamy | 1848-1848    |
| François Padallé Siné   | 1848-1848    |
| Thomas Bech             | 1848-1852    |
| Joseph Azema            | 1852-1855    |
| Germain Barbie          | 1855-1865    |
| Côme Ferran Comes       | 1865-1870    |
| Joseph Baylet           | 1870-1870    |
| Étienne Pujol           | 1870-1874    |
| Jacques Lanquine        | 1874-1876    |
| Étienne Pujol           | 1876-1877    |
| Michel Moret            | 1877-1878    |
| Étienne Pujol           | 1878-1890    |
| Jean Padallé Bocamy     | 1890-1892    |
| Marc Surjus-Coste       | 1892-1893    |
| Pierre Moreto           | 1893-1902    |
| Marc Surjus-Coste       | 1902-1908    |
| Louis Courtais          | 1908-1912    |
| Côme Anglade            | 1912-1914    |
| Vincent Rouzaud         | 1914-1915    |
| Dieudonné Vinyes        | 1915-1918    |
| Côme Anglade            | 1918-1919    |
| Louis Courtais          | 1919-1922    |
|                         |              |
| Frédéric Trescases      | 1944-1945    |
| Joseph Farre            | 1945-1947    |
| Germain Farre           | 1947-1947    |
| Frédéric Trescases      | 1947-1953    |
| Gaston Pams             | 1953 - 1981  |
| Isidore Fourriques      | 1981 - 1983  |
| Jean Carrère            | 1983 - 2001  |
| Pierre Aylagas          | 2001- 2016   |
| Antoine Parra           | 2016-        |

## Geboren
- Jordi Barre (1920-2011), zanger, componist en auteur

## Overleden
- Jossy Halland (1914-1986), zangeres